# Heinz Guderian
Heinz Wilhelm Guderian (ur. 17 czerwca 1888 w Chełmnie, zm. 14 maja 1954 w Schwangau) – generał pułkownik Wehrmachtu, Generalny Inspektor Wojsk Pancernych, szef sztabu Naczelnego Dowództwa Wojsk Lądowych, teoretyk wojskowości, autor sformułowanej w książce Achtung – Panzer! koncepcji „blitzkriegu” polegającej na toczeniu wojny metodą błyskawicznych ataków dużych związków pancernych wspieranych natarciem z powietrza.

## Życiorys

### Przed I wojną światową
Heinz Wilhelm Guderian urodził się 17 czerwca 1888 w mieście Kulm, w ówczesnych Prusach Zachodnich (obecnie Chełmno w Polsce). Jego ojciec Friedrich (ur. 3 sierpnia 1858 w Wielkiej Klonii) był zawodowym oficerem 2 Pomorskiego Batalionu Strzelców. Pradziadkiem Heinza Guderiana był, urodzony w 1768 r. w Gogolinku pod Bydgoszczą, sędzia, notariusz Mathias Guderian; w 1840 r. przyznano mu godność Honorowego Obywatela Bydgoszczy.
Choć w rodzinie nie było tradycji wojskowych, Friedrich Guderian wybrał dla syna karierę w armii. W latach 1901–1907, najpierw jako kadet Guderian uczył się w szkołach dla kadetów, najpierw w Karlsruhe, a następnie w Gross-Lichterfelde. Po latach wspominał, że choć warunki nauki były spartańskie, nauczyciele, z którymi zetknął się na tym etapie, traktowali uczniów po ludzku, a poziom nauczania dorównywał szkołom cywilnym. Duży nacisk kładziono na naukę języków obcych, pisząc więc Achtung – Panzer!, Guderian mógł korzystać ze źródeł w językach francuskim i angielskim, zwłaszcza z prac Johna Fullera, który już w latach 20. XX wieku antycypował idee blitzkriegu.
W lutym 1907 Guderiana przydzielono do 10 Hanowerskiego Batalionu Lekkiej Piechoty pod dowództwem jego ojca. Od kwietnia do grudnia 1907 uczęszczał do Szkoły Wojennej w Metzu, po czym w stopniu podporucznika wrócił do batalionu. W 1908 został przydzielony do batalionu strzelców w Goslarze.
Od października 1912 do września 1913 był przydzielony do jednostki telegraficznej. W 1913 wziął ślub z Margarete Goerne, z którą miał dwóch synów: starszego Heinza Günthera i młodszego Kurta. W październiku trafił do Akademii Wojennej w Berlinie, gdzie przebywał do wybuchu I wojny światowej. Po wojnie, na początku 1918 wrócił na kurs uzupełniający.

### I wojna światowa
Choć wyszkolony do służby w lekkiej piechocie, przez większość wojny służył w kompanii łączności bezprzewodowej i prawdopodobnie rzadko przebywał na pierwszej linii. Udało mu się zdobyć bojowe doświadczenie w czasie walk nad Marną i w bitwie o Verdun. Jego posterunek kilkakrotnie musiał odpierać wrogie ataki, za co został odznaczony Krzyżem Żelaznym II i I klasy. Duże wrażenie wywarło nań w tym okresie to, jak wielką siłę miał nowy typ broni – czołgi.
W czasie wojny został cenionym specjalistą od łączności radiowej i oficerem sztabowym (1917). Zapoznanie się z możliwościami, jakie stwarza właściwe stosowanie radia w wojsku, wywarło znaczny wpływ na rozwój jego koncepcji militarnych, zaś doświadczenie sztabowe ułatwiło dalszą karierę.

### Okres międzywojenny

#### Lata 20. XX w.
Jak na oficera mającego za sobą doświadczenie z Wielkiej Wojny i służbę w Sztabie Generalnym, rozwój kariery Guderiana był początkowo powolny – w 1919, kończąc półroczną służbę w straży granicznej (Grenzschutz Ost), był zaledwie kapitanem, który to stopień otrzymał jeszcze w 1915. W 1920 został przejęty przez Reichswehrę.
Przełom nastąpił w 1922, kiedy gen. Erich von Tschischwitz, inspektor Wojsk Transportu Motorowego, poprosił o przydzielenie mu do pomocy dobrze wykształconego oficera z doświadczeniem ze Sztabu Generalnego, który pomógłby w opracowaniu sposobów bojowego użycia transportu samochodowego. Tschischwitz przewidywał, że wobec traktatowych ograniczeń ewentualny konflikt ze sprzymierzonymi sąsiadami musiałby zakończyć się klęską Niemiec. Wierzył, że właściwie użyta stutysięczna Reichswehra zdoła stawić opór na tyle długo, by Liga Narodów powstrzymała agresorów. Kluczową rolę miałyby w takiej wojnie obronnej odegrać mobilne wojska zmotoryzowane.
Po przestudiowaniu istniejących koncepcji użycia tych wojsk Guderian zrozumiał przyszłe potencjalne znaczenie tego rodzaju jednostek. Doszedł jednak do wniosku, że piechota wsadzona na ciężarówki to za mało; potrzebne były też artyleria, saperzy i czołgi.
Fascynacja Guderiana czołgami rozwijała się początkowo bez kontaktu z tego rodzaju uzbrojeniem. Po raz pierwszy osobiście zetknął się z tym typem broni dopiero w 1929 roku. Było to konsekwencją bardzo powolnego wprowadzania czołgów przez Niemcy w czasie I wojny światowej – w chwili zakończenia wojny w jednostkach frontowych więcej było zdobycznych czołgów Ententy niż wozów rodzimej produkcji np. A7V, a gdy Traktat Wersalski zabronił Niemcom posiadania czołgów, modele eksperymentalne testowane były potajemnie na poligonie Kama w Związku Radzieckim. Guderian oparł swoje teorie na kontaktach z niemieckimi czołgistami, weteranami I wojny światowej, a także na książkach pisanych przez Anglików i Francuzów. Szczególnie duży wpływ wywarły nań książki angielskich autorów Johna F. C. Fullera i B.H. Liddella Harta, a także nieznanego wówczas szerzej Charles’a de Gaulle’a. Ich prace przetłumaczone zostały na niemiecki właśnie przez Guderiana.
Od października 1924 do października 1927 Guderian zajmował się głównie nauczaniem oficerów sztabowych historii wojskowości i taktyki. Szybko zdobył renomę wyśmienitego nauczyciela, dzięki czemu po przeniesieniu do departamentu transportu Ministerstwa Wojny w październiku 1927 został wykładowcą taktyki czołgowej w Sztabie Instruktażowym Transportu Motorowego. W latach 1924–1935 napisał wiele artykułów do czasopism militarnych, zwłaszcza tygodnika Militär-Wochenblatt, który od połowy lat 20. publikował dodatek pod tytułem Der Kampfwagen (Czołg).
W 1929 roku Guderian odwiedził w Szwecji batalion pancerny. Szwedzi pozwolili Guderianowi nauczyć się prowadzić przestarzały już wówczas czołg M21, odmianę stworzonego przez Niemców podczas I wojny światowej czołgu LK II, który nie zdążył wejść do służby przed kapitulacją. Doświadczenie to zwiększyło pewność siebie Guderiana i wzmogło w nim przekonanie o słuszności jego teorii.

#### Lata 30. XX wieku
Na początku lat 30. XX wieku Guderian, jak sam twierdził, doszedł do wniosku, że zgrupowania składające się z czołgów uzupełnionych w odpowiedniej proporcji zmechanizowaną piechotą, artylerią i saperami są w stanie decydować o ostatecznym rozstrzygnięciu kampanii. Od tamtej chwili aż do wybuchu wojny Guderian zajmował się niemal wyłącznie rozbudową sił zmechanizowanych i rozwojem doktryny ich zastosowania.
Wcześniej, w lutym 1930, dzięki rekomendacji bliskiego przyjaciela, pułkownika Oswalda Lutza, Szefa Sztabu Inspektoratu Wojsk Zmotoryzowanych, objął dowództwo 3 (Pruskiego) Batalionu Zmotoryzowanego. Była to jednostka trenowana jako batalion zmotoryzowany, mająca na stanie – poza samochodami pancernymi i motocyklami – makiety czołgów i dział przeciwpancernych. Guderian próbował wykorzystywać swój batalion do promowania mechanizacji sił zbrojnych, ale jego przełożeni nie wykazywali entuzjazmu w tym kierunku. Na szczęście dla niego w 1931 roku na emeryturę odszedł gen. Otto von Stülpnagel, Inspektor Wojsk Zmotoryzowanych, któremu Guderian przypisywał słowa „żaden z nas nigdy nie zobaczy niemieckich czołgów użytych bojowo”. Miejsce von Stülpnagla zajął Lutz, który szybko powołał Guderiana na stanowisko swojego szefa sztabu. Wydaje się, że partnerstwo Lutza i Guderiana, w którym to układzie raczej ten drugi – choć młodszy stopniem – był autorem pomysłów, okazało się kluczowym czynnikiem w rozwoju niemieckich wojsk pancernych.
Od 1932 r. przebywał w ZSRR, zastępując swojego poprzedniego przełożonego, generała wojsk czołgowych i inspektora wojsk transportowych Oswalda Lutza, na stanowisku szefa tajnej szkoły czołgów Kama.
Od 1 lipca 1934 Guderian był szefem sztabu Lutza w nowo utworzonym Dowództwie Wojsk Pancernych. U władzy był już wówczas Adolf Hitler. Koncepcje Guderiana i Lutza mogły być zrealizowane dzięki naciskowi, jaki Hitler kładł na unowocześnianie armii. Mimo to Guderian nie lubił Hitlera i nazistów ze względu na ich starania, by upolitycznić wojsko. Szczególnie rozgoryczony był po decyzji o usunięciu z armii Żydów i pozbawieniu żydowskich weteranów emerytur; podobno rozważał odejście z armii w geście protestu.
Bezpośrednia współpraca z Lutzem skończyła się w październiku 1935 – utworzono wtedy pierwsze trzy dywizje pancerne. Płk Guderian został dowódcą 2 Dywizji Pancernej, bazującej w Würzburgu, co związane było z opuszczeniem stanowiska szefa sztabu. Jego miejsce zajął Friedrich Paulus, wówczas również pułkownik. 1 sierpnia 1935 Guderian awansował do stopnia generała majora.
Mimo silnej pozycji, jaką duet Guderian-Lutz mógł się wówczas pochwalić w niemieckiej armii, wspólna walka obu oficerów o silne wojska zmechanizowane nie była jeszcze skończona. Guderian za szczególną przeszkodę w dalszym rozwoju uważał Ludwiga Becka, w latach 1933–1938 Szefa Sztabu Generalnego. Beck w połowie lat 30. podjął decyzję, aby brygady pancerne zaczęto przygotowywać do bliskiego współdziałania z dywizjami piechoty oraz rozkazał, aby część czołgów rozdzielono między tzw. Lekkie Dywizje, których główną rolą miały być rozpoznanie i osłona. Dla Guderiana oba te posunięcia były rujnowaniem dotąd zbudowanego potencjału jednostek pancernych i marnowaniem nielicznych posiadanych wówczas przez Niemcy czołgów. Uważał, że czołgi skoncentrowane powinny być niemal wyłącznie w silnych jednostkach pancernych, a piechota powinna się wciąż poruszać pieszo (z pomocą koni pociągowych), zaś Lekkie dywizje i tak nie miały potencjału ofensywnego. Opinie te potwierdził przebieg kampanii wrześniowej.
Guderian wspominał, że Achtung – Panzer!, powstała za namową Lutza, który sądził, iż tego rodzaju książka pomoże zdobyć w społeczeństwie poparcie dla rozbudowy dywizji pancernych. Książka ta, napisana w kilka miesięcy, i to w czasie, gdy autor musiał zajmować się także dowodzeniem dywizją, jest obszerną, pragmatyczną analizą przeszłości i przyszłości czołgów, zarówno od strony technicznej, jak i taktyczno-operacyjnej. Rozmach, z jakim Guderian napisał Achtung – Panzer! prawdopodobnie zaskoczył Lutza, który spodziewał się raczej czegoś zbliżonego do propagandowej broszury. W wymiarze osobistym Achtung – Panzer! okazało się sukcesem Guderiana, wtedy już generała i dowódcy XVI Korpusu. Opublikowana w 1937 książka szybko stała się bestsellerem i przyniosła mu dość pieniędzy, by mógł kupić sobie samochód.
W lutym 1938 Guderian awansował do stopnia generała porucznika.
Guderian stał na czele niemieckich wojsk wkraczających do Austrii podczas Anschlussu i do Czechosłowacji podczas aneksji Sudetenlandu. Dziesięć miesięcy później awansowano go do stopnia generała wojsk pancernych (niem. General der Panzertruppen) i mianowano szefem Wojsk Szybkich (niem. Chef der Schnellen Truppen), co oznaczało, że stał się odpowiedzialny za rekrutację, szkolenie, wyposażenie i taktykę wszystkich zmotoryzowanych i pancernych jednostek Wehrmachtu.
Dzięki doświadczeniu Guderiana z jednostki łączności radiowej, które pozwoliło mu zrozumieć znaczenie porozumiewania się na bieżąco na polu walki, w chwili wybuchu wojny każdy niemiecki czołg był wyposażony w radioodbiornik, a wszystkie czołgi dowódców miały też radionadajnik. Takim nasyceniem sprzętu łącznościowego nie mogła się pochwalić wówczas żadna inna armia świata.

### II wojna światowa

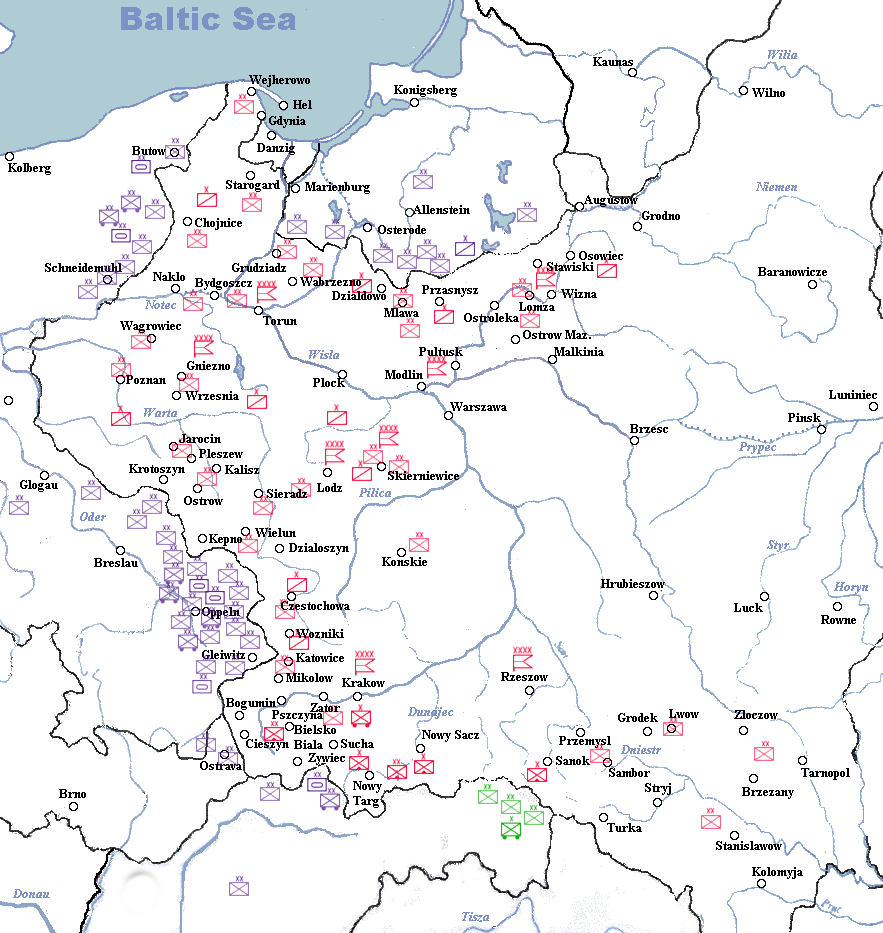
Rozmieszczenie dywizji 1 września 1939 r.

W czasie II wojny światowej Guderian dowodził początkowo XIX Korpusem, składającym się z 2 i 10 DPanc. Korpus ten brał udział w walkach podczas ataku na Polskę w 1939 i na Francję w 1940.

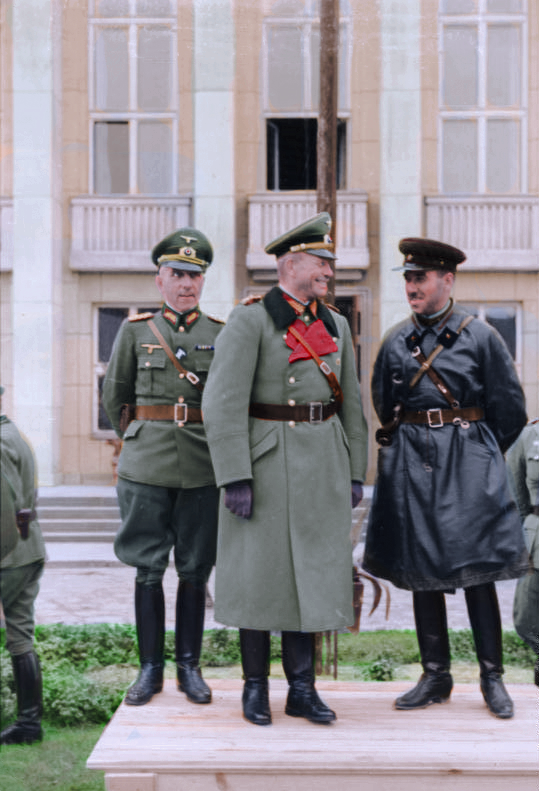
Mauritz von Wiktorin, Heinz Guderian i Siemion Kriwoszein przyjmują wspólną defiladę Wehrmachtu i Armii Czerwonej w Brześciu nad Bugiem – przekazanie miasta zdobytego przez Niemców Sowietom, 22.09.1939

Podczas kampanii wrześniowej jego korpus idący na Brześć został zatrzymany pod Wizną na trzy dni przez 360 polskich żołnierzy dowodzonych przez kapitana Władysława Raginisa, którzy poddali się dopiero po tym, jak Guderian zagroził rozstrzelaniem jeńców wojennych. Następnie wyruszył na Brześć, który zdobył rankiem 17 września 76 pułk piechoty wchodzący w skład 20 dywizji piechoty zmotoryzowanej. Stracił tam zresztą swojego adiutanta ppłka Braubacha. Po sowieckiej agresji na Polskę, 22 września 1939 Guderian odbierał w Brześciu wspólnie z kombrigiem Siemionem Kriwoszeinem wspólną defiladę, w związku z przekazaniem przez Wehrmacht miasta i twierdzy Armii Czerwonej.
Kampania w Polsce wykazała jasno konieczność lepszego organizowania kolumn z zaopatrzeniem, oraz to, że czołgi PzKpfw I i PzKpfw II były już maszynami przestarzałymi, wymagającymi zastąpienia nowymi typami wozów bojowych. Za kampanię tę został odznaczony Krzyżem Rycerskim Krzyża Żelaznego.
We Francji osobiście dowodził brawurowym natarciem przez Las Ardeński i rzekę Mozę, 2,5 km na zachód od Sedanu, które pozwoliło ominąć umocnienia Linii Maginota. Miejsce przeprawy było doskonale wybrane: wysoki, zalesiony brzeg rzeki maskował czynione po północnej stronie przygotowania, dzięki czemu rozpoczęty 13 maja o godzinie 16:00 atak zaskoczył aliantów. Następnego dnia rano przeprawa składała się tylko z jednego mostu, więc powstrzymanie natarcia niemieckiego było jeszcze możliwe, ale lotniczy kontratak aliantów załamał się pod huraganowym ogniem artylerii przeciwlotniczej, a po południu było już za późno; czołgi Guderiana były gotowe do marszu na zachód.
Nie pozwolono mu przeprowadzić natarcia zgodnie z jego koncepcjami. Najpierw wstrzymanie natarcia nakazał mu gen. von Kleist, który liczył na wsparcie południowego skrzydła jego wojsk nadchodzącymi dywizjami piechoty. Guderianowi udało się jednak wywalczyć prawo do kontynuowania natarcia przez 24 godziny. Zapewniał, że w tym czasie poszerzy jedynie strefę, w której będzie mogła rozwinąć natarcie piechota, ale faktycznie podążył dużo dalej w głąb Francji.

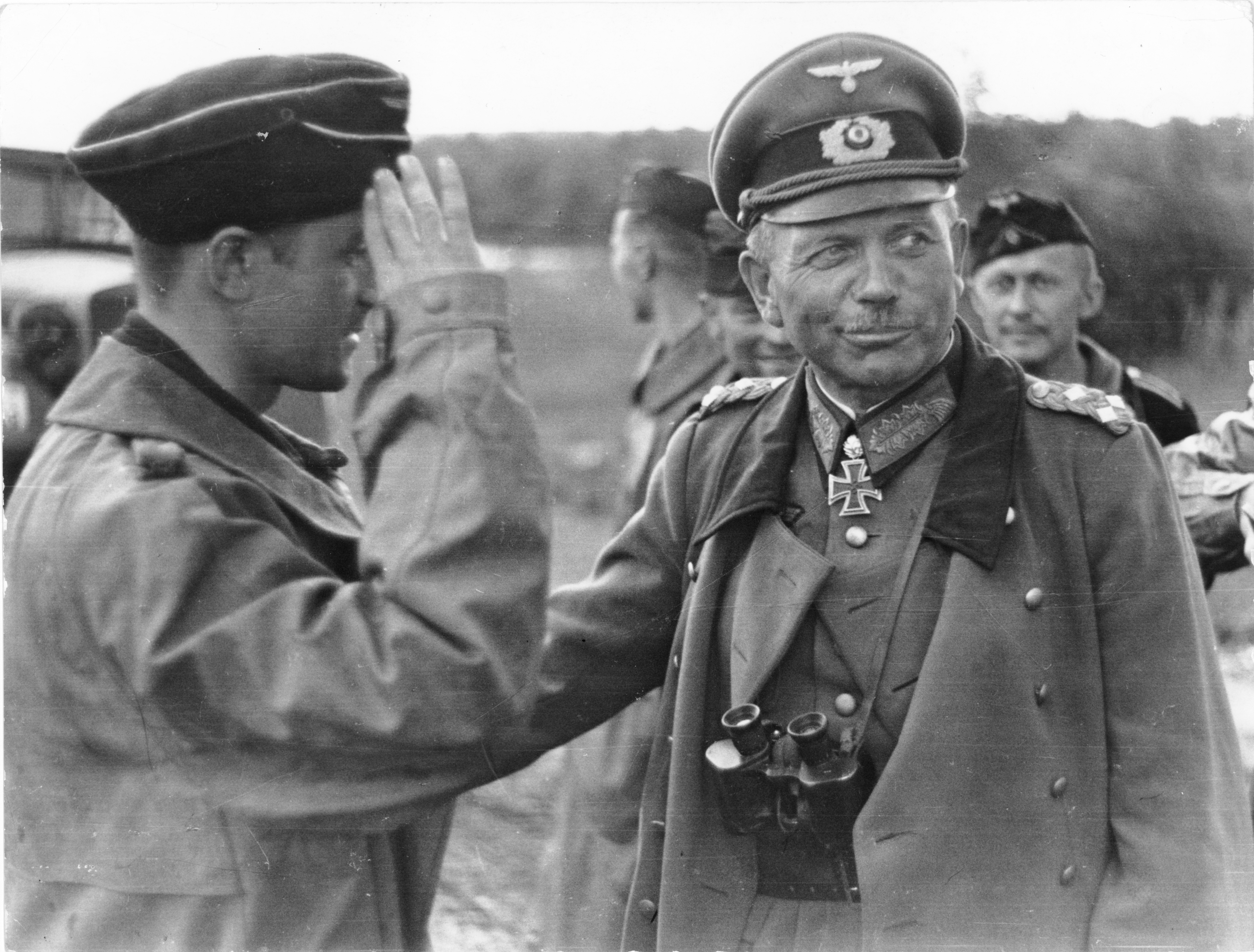
Guderian (lato 1941 r.)

17 maja, gdy niemieckie czołgi przekroczyły rzekę Oise, Hitler – być może zaskoczony piorunującym tempem marszu niemieckich czołgów – osobiście nakazał wstrzymanie kolumn pancernych. Do sztabu Guderiana, który otwarcie ignorował rozkazy, przybył sam von Kleist, by odebrać mu dowództwo. Guderian zwrócił się o pomoc do dowódcy Grupy Armii A, Gerda von Rundstedta, który wyznaczył na arbitra Wilhelma Lista. List pozwolił Guderianowi na przeprowadzanie „dalekich rekonesansów zaczepnych” pod warunkiem nieprzemieszczania kwatery sztabu. Było to dużo więcej, niż Guderian spodziewał się uzyskać, ale szkody, jakie w skali operacyjnej wyrządziło Niemcom spowolnienie natarcia, były już nie do naprawienia. Następnie jego Grupa Guderiana wyruszyła w Wogezy i Jurę zajmując: Belfort, Pontarlier i Besançon.
Mimo błędnej decyzji najwyższych dowódców o powstrzymywaniu ataku, cała kampania w zachodniej Europie została później uznana za modelowy wzór Blitzkriegu. Podczas operacji, pojazdy grupy Guderiana miały na błotnikach namalowaną literę G.

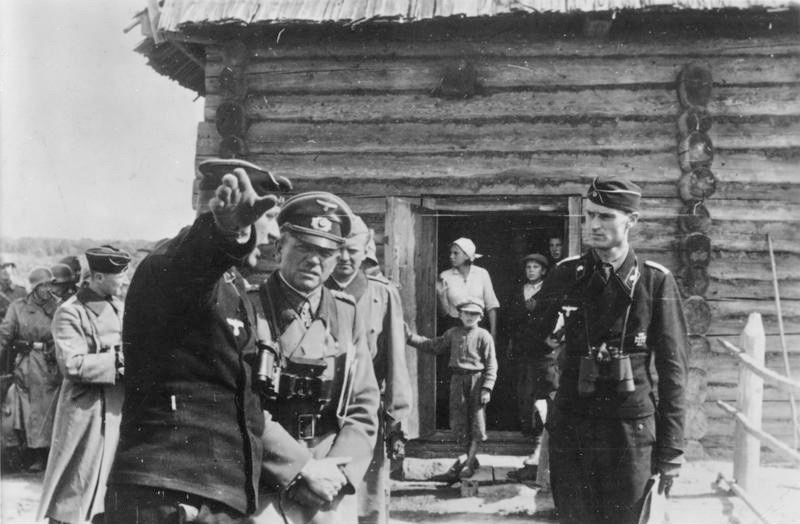
Guderian na inspekcji oddziałów pancernych na terenie ZSRR (sierpień 1941 r.)

Podczas operacji Barbarossa w 1941 roku Guderian miał już stopień generała pułkownika (niem. Generaloberst) i dowodził Grupą Pancerną swojego imienia (niem. Panzergruppe Guderian). Błyskawiczne posuwanie się w głąb ZSRR zyskało mu wśród podwładnych przydomek „Szybki Heinz” (niem. Schneller Heinz). W lipcu 1941 otrzymał Krzyż Rycerski Krzyża Żelaznego z liśćmi dębu, a od 5 października tego samego roku był dowódcą 2 Armii Pancernej. Jego czołówki pancerne w krótkim czasie zajęły Smoleńsk, a gdy był już gotów do ruszenia na Moskwę, nakazano mu wykonać zwrot na południe, w kierunku Kijowa. 25 grudnia 1941 odsunięto go od dowodzenia i przeniesiono do rezerwy z powodu konfliktu z feldmarszałkiem Güntherem von Kluge i za wydanie rozkazu cofnięcia się wbrew dyrektywom Hitlera.

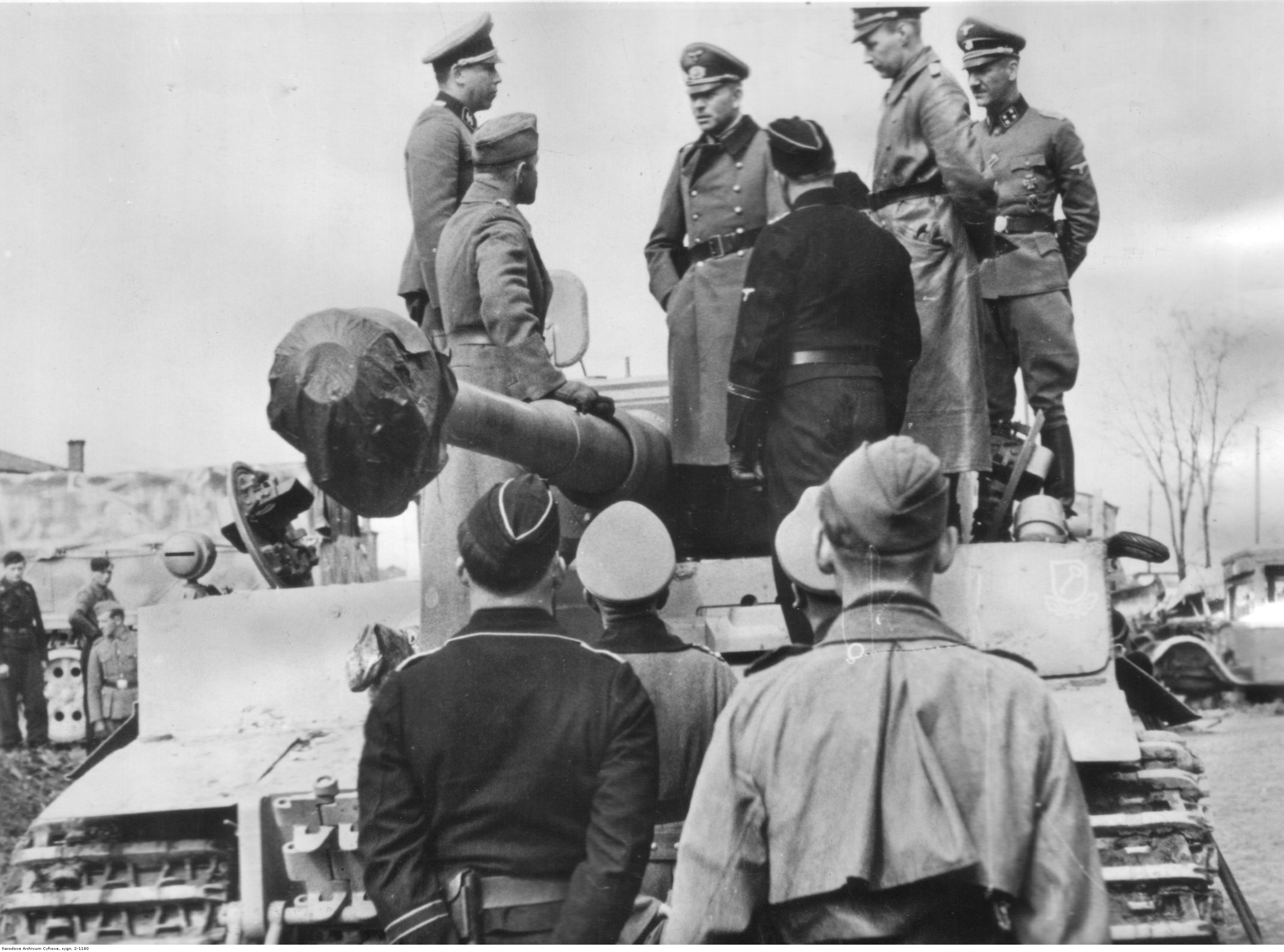
Generał Heinz Guderian (3 z lewej) podczas inspekcji na froncie wschodnim w 1. dywizji grenadierów pancernych "Leibstandarte SS Adolf Hitler" ogląda w towarzystwie oficerów czołg PzKpfw VI "Tiger".

Po klęsce Niemców pod Stalingradem Guderiana przywrócono do czynnej służby i 1 marca 1943 roku mianowano Generalnym Inspektorem Wojsk Pancernych (niem. Generalinspekteur der Panzertruppen). Na stanowisku tym miał odpowiadać za szkolenie, rozbudowę i wykorzystanie bojowe niemieckich sił pancernych. Dzięki przyjaźni z Albertem Speerem udało mu się wymusić zwiększenie produkcji czołgów, modernizowanych według jego własnych wskazówek. Udało mu się też zablokować decyzję o wstrzymaniu produkcji czołgów PzKpfw IV, które – choć pod względem możliwości bojowych gorsze od ówczesnych czołgów radzieckich – były bardziej niezawodne i łatwiejsze w obsłudze od nowych PzKpfw V Panther i PzKpfw VI Tiger.
W 1943 z Guderianem skontaktował się Carl Friedrich Goerdeler, współpracujący z Henningiem von Tresckowem i Clausem von Stauffenbergiem – Guderian pomimo tego, że odmówił zaangażowania się w przygotowania zamachu na Hitlera, nie wydał spiskowców. Guderian był jednym z członków utworzonego 4 sierpnia 1944 tzw. Sądu Honorowego Wehrmachtu (niem. Ehrenhof), którego zadaniem było wykluczenie z armii oficerów zaangażowanych w zamach. Zdegradowani do stopnia szeregowca i zwolnieni z armii oficerowie nie mogli stanąć przed sądem wojskowym – nie mogli być sądzeni przez trybunał wojenny i byli sądzeni przez Trybunał Ludowy (niem. Volksgerichtshof) w procesach pokazowych pod przewodnictwem Rolanda Freislera.
21 lipca 1944, dzień po nieudanym zamachu na życie Hitlera, Guderian został mianowany przez Hitlera szefem sztabu Naczelnego Dowództwa Wojsk Lądowych (niem. Oberkommando des Heeres, OKH). Na tym stanowisku zainspirował powstanie Volkssturmu. Hitler zdymisjonował go 28 marca 1945 na skutek kolejnego sporu.
Podczas wojny Guderian przyjmował pieniężne dary od Hitlera, który w ten sposób utrzymywał lojalność wśród swych dowódców. We wrześniu 1939 rodzina Guderiana uzyskała posiadłości w rejonie tzw. Kraju Warty, przyłączonego do Niemiec po wysiedleniu dużej części polskiej ludności. W 1943 roku Hitler zdecydował podarować Guderianowi posiadłość w rejonie okupowanej Polski, przy tym Guderian za pomocą dalszych zabiegów zdołał maksymalnie powiększyć obszar darowizny. Osobiście zwiedził rejon Warthegau i wybrał satysfakcjonującą go posiadłość o powierzchni 947,38 ha w Deipenhof (ob. Głębokie). Po dokonaniu wyboru i objęciu jej 11 października 1943, jej polskich właścicieli wywłaszczono. Guderian pomijał ten temat w swych książkach, zwłaszcza że jego pierwszy wybór został uznany za zbyt wygórowany. Nie wspominał także o uwzględnieniu jego wniosku o zwolnienie z podatku od tego podarunku, ani o tym, iż co miesiąc otrzymywał 2000 marek specjalnego dodatku do pensji z puli Hitlera.

### Po wojnie
10 maja 1945 Guderian został wzięty do niewoli przez żołnierzy amerykańskiej 7 Armii. Po aresztowaniu przesłuchiwano go w sprawie zbrodni wojennych, ale nie postawiono mu żadnych zarzutów. Mimo protestów Polaków, utrzymujących, iż groził zamordowaniem jeńców wojennych podczas starć pod Wizną (co mogło być blefem), wypuszczono go 17 czerwca 1948. Współpracował następnie z US Army Historical Division przy analizie działań II wojny światowej i organizacji Wehrmachtu. Dokonania ze swej przeszłości nie przeszkodziły mu, aby we wczesnych latach pięćdziesiątych brać udział w przygotowaniach do tworzenia nowych sił zbrojnych RFN – Bundeswehry, pracując dla urzędu Blanka.
W czasie procesów norymberskich był świadkiem oskarżenia.
Zdaniem Wiktora Suworowa do końca życia nie mógł być pewien, czy nie zostaną mu postawione zarzuty popełnienia zbrodni wojennych na froncie wschodnim w związku z:
- masakrą w Babim Jarze, gdzie na skutek działań SS zginęło ponad 70 tysięcy ludzi, a zbrodnia ta mogła zostać powiązana przez stalinowskich prokuratorów z przebywającym w okolicy Guderianem;
- rozstrzeliwaniem i mordowaniem radzieckich jeńców w trakcie operacji Barbarossa. W pierwszych miesiącach wojny siły niemieckie były zupełnie nieprzystosowane do opieki nad tysiącami pojmanych żołnierzy, często głodujących i potrzebujących pomocy lekarskiej. Jednostki takie, jak będąca pod dowództwem Guderiana Dywizja SS „Das Reich”, rozwiązywały problem na swój sposób, rozstrzeliwując jeńców na miejscu lub mordując na tyłach frontu. Guderian nigdy nie podjął żadnych stanowczych działań, aby temu zapobiec, być może dlatego, że nie chciał ryzykować kariery;
- formalną odpowiedzialnością, jako szef OKH, za wszystkie poczynania wojsk III Rzeszy, a więc między innymi za brutalne stłumienie powstania warszawskiego i zburzenie Warszawy.

Zmarł 14 maja 1954 na chorobę serca w Schwangau w Bawarii (dokładnie w 14. rocznicę brawurowego przekroczenia Mozy). Swoje wspomnienia opublikował w wydanej w 1951 roku książce pod tytułem Erinnerungen eines Soldaten (polski tytuł: Wspomnienia żołnierza). Przedstawił w niej m.in. obraz napaści na ZSRR zasadniczo zgodny z poglądami historyków radzieckich. Nie poparł zeznań ministra spraw zagranicznych III Rzeszy Joachima von Ribbentropa, który aż do śmierci zdecydowanie twierdził, że III Rzesza wypowiedziała wojnę Związkowi Radzieckiemu zgodnie z procedurą przyjętą w prawie międzynarodowym.
W opinii niektórych autorów wspomnienia Guderiana celowo wykreowały jego wizerunek jako jedynego lub głównego twórcy niemieckich wojsk pancernych, pomimo przeszkód stawianych przez innych dowódców – w sytuacji, gdy twórców tych było wielu, chociaż Guderian był jednym z ważniejszych. Symptomatyczne jest to, że generałowie, których Guderian stawiał w złym świetle (m.in. Otto von Stülpnagel i Ludwig Beck), już nie żyli w momencie pisania przez niego wspomnień i nie mogli przedstawić swoich wersji. Wbrew kreowanemu później wizerunkowi apolitycznego fachowca, Guderian według relacji aktywnie popierał i wierzył w nazizm i do końca cieszył się zaufaniem Adolfa Hitlera, także po zamachu na jego osobę.
Syn Guderiana, Heinz Günther (1914-2004), weteran II wojny światowej, wstąpił do Bundeswehry, gdzie osiągnął stanowisko Inspektora Wojsk Pancernych.

## Odznaczenia (wybrane)
- Krzyż Rycerski Krzyża Żelaznego[26] (27. 10. 1939[25]) z Liśćmi Dębowymi[26] (17. 7. 1941)
- Krzyż Żelazny (1914) I i II klasy
- Krzyż Rycerski Orderu Fryderyka II klasy z Mieczami
- Krzyż Honorowy (niem. Ehrenkreuz für Frontkämpfer)

## Wybrane publikacje
W dorobku publikacyjnym H. Guderiana znajdują się m.in.:
- Achtung-Panzer! die Entwicklung der Panzerwaffe, ihre Kampftaktik und ihre operativen Möglichkeiten. Stuttgart: Union Deutsche Verlagsgesellschaft, 1937. (niem.). Brak numerów stron w książce
- Die Panzertruppen und ihr Zusammenwirken mit den anderen Waffen. Berlin: Mittler & Sohn, 1937. (niem.). Brak numerów stron w książce
- Mit den Panzern in Ost und West. Berlin: Volk und Reich, 1942. (niem.). Brak numerów stron w książce
- Die Panzerwaffe. Ihre Entwicklung, ihre Kampftaktik und ihre operativen Möglichkeiten bis zum Beginn des großdeutschen Freiheitskampfes. Stuttgart: Union deutsche Verlagsgesellschaft, 1943. (niem.). Brak numerów stron w książce
- Kann Westeuropa verteidigt werden?. Göttingen: Plesse, 1950. (niem.). Brak numerów stron w książce
- So geht es nicht! Ein Beitrag zur Frage der Haltung Westdeutschlands. Heidelberg: Vowinckel, 1950. (niem.). Brak numerów stron w książce
- Erinnerungen eines Soldaten. 1951. (niem.). Brak numerów stron w książce